# 白上フブキ
白上 フブキ（しらかみ フブキ、英: Shirakami Fubuki、中: 白上 吹雪）は、日本のバーチャルYouTuber、バーチャルアイドル。「ホロライブ1期生」および「ホロライブゲーマーズ」のメンバー。

## 概要
誕生日は10月5日。身長155センチ。
キャラクターの設定を、白髪ケモミミのバーチャル女子高生狐で、恥ずかしがり屋でおとなしいが、人と話すことを好み、構ってもらうと喜ぶ性格としている。
イラストレーターは凪白みと、Live2Dモデルの制作はrariemonn、3Dモデルの制作はおんだがそれぞれ担当。
ファンの愛称は「すこん部（すこんぶ）」および「Friends」。
2018年5月2日から13日にかけてカバー株式会社が行った、自分の声でのライブ配信や動画投稿の実績がありVTuberにチャレンジしたい個人を対象とした専属VTuberオーディションで募集が行われ、同月9日から18日にかけて行われた選考の結果、同年6月1日よりTwitter、YouTube Live、bilibili動画にて活動を開始した。キャラクターの名前、デザインラフはオーディション開始時にイラストレーターと共に公開された。オーディションを受けた理由について、「人前で話すのは得意ではないが、自分の好きなことを話す仲間が欲しい気持ちのほうが強かったから。」と話している。
2018年12月16日、新ユニット「ホロライブゲーマーズ」の結成が発表され、白上がリーダーを務めている。これにより、ホロライブ1期生とホロライブゲーマーズを兼任するという形になっている。

## 活動
2018年6月より、YouTubeとbilibiliで生配信をほぼ毎日行っているほか、動画投稿や、歌手活動、国内外のイベントへの出演をしている。
| チャンネル名     | 登録者                       | ジャンル                 | MCN                      |
| ---------------- | ---------------------------- | ------------------------ | ------------------------ |
| 白上吹雪official | 100万人（2020年4月11日時点） | 動画配信、ゲーム実況、歌 | ホロライブプロダクション |

生配信ではゲーム実況がもっとも多く、その他にも雑談やお絵かき、歌枠、台詞枠なども行っている。ゲーム実況でプレイするゲームジャンルは幅広く、白上が面白そうと思ったコンテンツにジャンルを問わず手を出している。カラオケ音源に合わせながら歌う歌枠ではアニメソングやボーカロイド曲などを歌う。しかし、歌は得意ではないと語っており、歌枠のアーカイブは基本的に限定公開としている。
ホロライブ公式サイトの「Q&A」によると、自身と百鬼あやめ・大神ミオ・大空スバルをメンバーとする「FAMS」や、猫又おかゆ・戌神ころねを加えた「OKFAMS」とよくコラボしている。その他、Sound Horizonが好きな不知火フレア、角巻わためで「バカタレ共」を名乗っている。また他のホロライブメンバーと比較して、同じカバー株式会社が運営する男性VTuberグループ・ホロスターズのメンバーと頻繁にコラボ配信をしている。
「白上フブキの知り合いっつーか一心同体的なやつ」という設定のキャラクター『黒上フブキ』が配信に登場することもある。2019年9月には黒上フブキ単独での生配信を初めて行ったほか、2019年11月16日に行われた『Congratulations!! FUBUKI BIRTHDAY PARTY.2019』では3Dモデルを披露した。また2022年9月6日にはLive2Dのお披露目も行った。
動画投稿では、「歌ってみた」動画や、自身の生配信アーカイブをトリミングした動画、短い英語のアカペラ動画などを投稿している。アカペラ動画としては、スキャットマン・ジョンの「スキャットマン」を歌った「Im. Scatman」が日本国内外の視聴者から知られており、2019年7月から11月にかけてバーチャルYouTuberが投稿した動画のなかで11番目に高評価数の指数が高い動画となっている。また同じく日本国外（特に英語圏）の白上のファンの間では彼女を「Wife（嫁）」と発言したリスナーに「Friends（友達）」と返すネタが有名であり、転じて英語圏の一部ファンから愛称として「Friend」と呼ばれている。
2021年6月にホロライブプロダクションとカバー株式会社のTwitterアカウントがTwitter社により認証された「認証済みアカウント」となったことを皮切りに、ホロライブタレントやカバー株式会社のCEOである谷郷元昭のアカウントなどが続々認証されていく中、白上のアカウントは複数回認証されず、自他共にネタにされていたが、2021年12月24日に認証マークを取得した。
2025年4月、「魔法少女ホロウィッチ!」に雪花ラミィとともに参加することが発表された。

### オリジナルソング
Shirakami Cafe Music
2019年8月12日に東京国際展示場で行われたコミックマーケット96にて音楽サークル「トマト組」から発売されたオリジナル・アルバム。白上が歌唱する楽曲のほか、生配信で使用しているBGMが収録されている。
| 全作詞・作曲: トマト組・アシノ。 |                                  |                  |                  |            |      |
| #                                | タイトル                         | 作詞             | 作曲・編曲       | 歌         | 時間 |
| 1.                               | 「Brand New Life」               | トマト組・アシノ | トマト組・アシノ | 白上フブキ | 3:34 |
| 2.                               | 「ねぇ…」                        | トマト組・アシノ | トマト組・アシノ | 白上フブキ | 3:55 |
| 3.                               | 「Brand New Life」(Instrumental) | トマト組・アシノ | トマト組・アシノ |            | 2:15 |
| 4.                               | 「ねぇ…」(Instrumental)          | トマト組・アシノ | トマト組・アシノ |            | 2:49 |
| 5.                               | 「April」                        | トマト組・アシノ | トマト組・アシノ |            | 3:08 |
| 6.                               | 「March Bossa」                  | トマト組・アシノ | トマト組・アシノ |            | 3:39 |
| 7.                               | 「FAMS」                         | トマト組・アシノ | トマト組・アシノ |            | 3:27 |
| 8.                               | 「Petit Swing」                  | トマト組・アシノ | トマト組・アシノ |            | 2:42 |
| 9.                               | 「TOKIWA」                       | トマト組・アシノ | トマト組・アシノ |            | 1:58 |
| 10.                              | 「Sweeping」                     | トマト組・アシノ | トマト組・アシノ |            | 1:27 |
| 合計時間:                        | 合計時間:                        | 合計時間:        | 28:54            |            |      |

１３日の金曜日！
2019年12月13日に白上が自身のTwitterに投稿した即興曲。デザイナーのナゴがデザインしたロゴに着想を得た白上が作詞作曲を行った。その後、ホロライブの楽曲も手掛けている作曲家のハムが編曲を行い、白上のYouTubeチャンネルへ投稿をした。
Shirakami FINE!!
2019年12月31日に東京国際展示場で行われたコミックマーケット97において音楽サークル「トマト組」から発売されたシングル。オリジナル曲3曲と、それぞれのInstrumental Ver.が収録されている。カップリング曲として収録されている『Play the Game』には黒上フブキとしても歌唱参加している。
| 全作詞・作曲: トマト組・アシノ。 |                                             |                  |                  |      |
| #                                | タイトル                                    | 作詞             | 作曲・編曲       | 時間 |
| 1.                               | 「FINE!!」(feat. 白上フブキ)                | トマト組・アシノ | トマト組・アシノ | 3:42 |
| 2.                               | 「Call Our Name」(feat. 白上フブキ)         | トマト組・アシノ | トマト組・アシノ | 3:51 |
| 3.                               | 「Play the Game」(feat. 白上フブキ)         | トマト組・アシノ | トマト組・アシノ | 4:25 |
| 4.                               | 「FINE!!」(Instrumental Arrangement)        | トマト組・アシノ | トマト組・アシノ | 3:42 |
| 5.                               | 「Call Our Name」(Instrumental Arrangement) | トマト組・アシノ | トマト組・アシノ | 3:51 |
| 6.                               | 「Play the Game」(Instrumental Arrangement) | トマト組・アシノ | トマト組・アシノ | 4:25 |
| 合計時間:                        | 合計時間:                                   | 23:56            |                  |      |

Say!ファンファーレ!
2019年11月16日に行われた『Congratulations!! FUBUKI BIRTHDAY PARTY.2019』で発表された楽曲。作詞・作編曲はハム、ギターはトマト組のアシノ。
曲の雰囲気は、かわいらしいポップチューンなアイドルソングで、歌詞には「おっはこーんでーすよー!(^・ω・^§)ﾉ」といった白上ならではの台詞が入っている。作詞・作編曲者のハムは白上の配信を始めの方から見ており、「他の曲とは違った印象をリスナーに持って貰いたかった」と語っている。
2020年1月23日に白上のYouTubeチャンネルにミュージック・ビデオが投稿され、翌日24日に豊洲PITで開催された「hololive 1st Fes. ノンストップ・ストーリー」においても披露された。
KINGWORLD
2022年6月25日に公開された楽曲。作詞・作編曲・ムービー担当はsasakure.UK、ギターは佐々木秀尚(有形ランペイジ)。
ゲーマーとしての白上をフィーチャーしたゲームミュージック風の楽曲。ムービーではファンタジー的世界観で冒険し、時に戦う白上の姿が描かれる。
KONKON Beats
2022年10月5日の白上の誕生日に合わせて公開された楽曲。誕生日要素（バースデーライブなど）が各所に散りばめられたMVも同時に公開された。
LETTER☆彡
2023年10月6日に公開された楽曲。作詞・作曲は宮腰侑子、編曲は坂本夏樹。
SUPERNOVA
2024年10月05日に公開された楽曲。作詞・作曲・編曲は小池竜暉。
僕らの星座
2024年11月04日に公開された楽曲。作詞・作曲・編曲はRevo。
ストーリーテラー
2024年12月24日に公開された楽曲。作詞・作曲・編曲はハム。
コーラスとして不知火フレア、角巻わため、尾丸ポルカ（バカタレサーカス）が参加している。
閃光のように
2025年1月15日に公開された楽曲。作詞・作曲・編曲は岸田（岸田教団&THE明星ロケッツ）。BackRoomsを意識させるMVも同時に公開された。

## 実績・評価
YouTubeチャンネル登録者数が2019年3月8日に10万人を、2020年4月12日に50万人を達成。そして、2020年11月5日には100万人、2022年10月25日には200万人を達成。bilibili動画では2020年4月11日にチャンネル登録者数100万人を達成した。
2020年1月15日時点でのユーザーローカルによる人気バーチャルYouTuberランキングにおいて、バーチャルYouTuber1万人の中で10位にランクイン。また、2020年4月時点のbilibili動画のVTuber人気ランキングでは3位となっている。

### AWSL
awsl（啊我死了）は、中国語で使われるネットスラング。awslはとてもかわいいものを見た時に使い、「死んでも幸せ」「幸せになる」という意味を持つこともある。
2018年、白上のbilibiliでの生配信や動画に対し視聴者がコメント（弾幕）でawslを沢山使い、白上のライブ配信の弾幕をきっかけとしてバーチャルYouTuberのみならず、アイドルや動物の動画に対しても使われるようになった。2019年にはbilibiliで弾幕として3,296,443回使われ、2019年のbilibiliで使われた14億回の弾幕のうち、awslが最も使われた弾幕となった。

## 出演

### ライブ・イベント
- Bilibili Macro Link-Visual Release 2019（2019年7月19日、メルセデス・ベンツアリーナ（上海市））[45]
- Vアニ イベントステージ（2019年8月13日、cluster）[46]
- FAMS FAN MEETING −俺達の夏休み延長戦–（2019年9月15日、池袋HUMAXシネマズ・関西テレビなんでもアリーナ・伏見ミリオン座・ニコニコ生放送）[47][48]
- V-RIZIN2019（2019年12月29日、さいたまスーパーアリーナ）[49]
- VTuber Fes Japan（2020年4月18日・19日（延期[50]）、ニコニコ生放送）[51]
- Bilibili World 2020（2020年8月7日 - 8月9日、上海新国際博覧中心〈上海市〉）[52]
- 日清食品 POWER STATION [REBOOT] vol.ZERO 〜チケット発売直前スペシャル〜（2020年11月8日、日清食品 POWER STATION [REBOOT] 司会進行）[53]
- ホロライブ×ジョイポリス HAPPY PARTY『ホロ×マッチ』（2021年1月23日、東京台場・ジョイポリス）[54]
- VTuber Fes Japan 2021（2021年1月30日・31日、川口総合文化センター・リリア）[55]
- hololive IDOL PROJECT 1st Live.『Bloom,』（2021年2月17日、ニコニコ生放送&SPWN）[56][57]
- VARK Presents. hololive Virtual LIVE series in VARK『Cinderella switch 〜ふたりでみるホロライブ〜』vol.5（2021年4月24日、VARK）
- hololive 1st Generation 3rd Anniversary LIVE「from 1st」（2021年5月28日、SPWN）[58]
- Blue Journey 1st Live「夜明けのうた」（2023年9月13日、東京ガーデンシアター）[59]
- hololive GAMERS fes. 超超超超ゲーマーズ（2024年5月25日・26日、国立代々木競技場）[60]
- hololive GAMERS fes. 超超超超ゲーマーズ2（2025年7月5日・6日、さいたまスーパーアリーナ）[61]

#### 単独ライブ・イベント
- Congratulations!! FUBUKI BIRTHDAY PARTY.2019（2019年11月16日、日本国内4会場・日本国外1会場）[62]
- 白上フブキ1stソロライブ FBKINGDOM ANTHEM (2025年2月13日、ぴあアリーナMM) [63][64]

#### ホロライブ全体ライブ
- 「hololive 1st fes. ノンストップ・ストーリー」（2020年1月24日、豊洲PIT）[65]
- 「hololive 2nd fes. Beyond the Stage Supported By Bushiroad」STAGE2（2020年12月22日 ニコニコ公式有料生放送&SPWN）[66]
- 「hololive 3rd fes. Link Your Wish Supported By ヴァイスシュヴァルツ」Day1（2022年3月19日、幕張メッセ）[67]
- 「hololive 4th fes. Our Bright Parade Supported By Bushiroad」DAY2（2023年3月19日、幕張メッセ）[68]
- 「hololive 5th fes. Capture the Moment Supported By Bushiroad」DAY2（2024年3月17日、幕張メッセ）[69]
- 「hololive 6th fes. Color Rise Harmony」DAY2（2025年3月9日、幕張メッセ）[70]

#### その他
- 第 9 世代インテル Core i9-9900K プロセッサー発売記念 ゲーマー応援イベント〜 Core i9 がゲームをもっと楽しくする！〜（2018年11月23日、秋葉原）[71]
- bilibili at COMICUP24（2019年6月7日・8日、上海新国際博覧中心（上海市））[72]
- ニコニコ超会議2019 超bilibili Vupステージ（2019年4月27日、幕張メッセ）[73]
- Fate/Grand Order EXPO Shanghai 2019（2019年8月31日・9月1日、上海新国際博覧中心（上海市））[74]
- サターン賞 授賞式（2019年9月13日、アヴァロンハリウッド（英語版）（ハリウッド））[75]
- HIMEHINA1stONE-MAN LIVE「心を叫べ」（2019年9月27日、EX THEATER ROPPONGI）ビデオメッセージ出演[76]
- V×R GAME ーナゾトキバレンタイン（2020年2月7日 - 3月1日、ラゾーナ川崎プラザ）[77]
- V-Carnival（2021年4月4日 オンライン）[78]
- DMMオンクレpresents にじホロ交流戦2025 (2025年5月24日・25日、HOKKAIDO BALLPARK F VILLAGE エスコンフィールドHOKKAIDO)　にじさんじとホロライブの初のリアルオフイベントとして開催された[79] [80] [81]。

### ゲーム
- 2019年
  - 暁のブレイカーズ（4月4日 - ）ゲーム内キャラクターとして追加[82]
  - Super Animal Royale（英語版）（6月14日 - ）白上をモチーフにしたアイテムが追加[83]
  - アズールレーン（11月14日 - ）ゲーム内キャラクター(艦船)として追加[84]

- 2020年
  - Muse Dash（6月15日 - ）『Say!ファンファーレ!』が追加[85]
  - ブイブイブイテューヌ（8月6日 - ）ゲーム内キャラクターとして追加[86]
  - グルーヴコースター（9月24日 - ）オリジナル曲、ゲーム内キャラクターが追加[87]
  - D4DJ Groovy Mix『Say!ファンファーレ!』が追加。
  - サクラ革命 〜華咲く乙女たち〜 声優として起用される予定であったが中止となった[88]。

- 2021年
  - Little Witch Nobeta 日本語版ゲームの吹き替え声優として起用[89]。
  - バンドリ! ガールズバンドパーティ! （10月23日 - ）ゲーム内プレイ楽曲として『ぼなぺてぃーと♡Ｓ』が追加[90]。

- 2022年
  - チュウニズム ゲーム内プレイ楽曲として『Say!ファンファーレ!』が追加[91]。
  - あくありうむ。 白上フブキ役を担当[92]
  - 妖怪ウォッチ ぷにぷに（8月1日 - 16日）コラボイベント期間にゲーム内キャラクターとして追加[93]。
  - jubeat ゲーム内プレイ楽曲として『おにけもだんす』『KINGWORLD』『進め↑BAKATARATION』『Say!ファンファーレ!』『Happiness World』『わくわくエブリデイ』が追加[94]。

- 2023年
  - タワーオブスカイ（5月30日 - 6月13日）ゲーム内キャラクターとして追加[95]
  - SOUND VOLTEX （10月5日 - ）ゲーム内プレイ楽曲として『朧』（カバー楽曲）『おにけもだんす』『KINGWORLD』『Say!ファンファーレ!』『Happiness World』が追加。また、ゲーム内キャラクターとして登場[96]。

- 2025年
  - グルーヴコースター フューチャーパフォーマーズ（2025年7月） - フワッフ役として出演[97][98]。
  - FUBUKI ～zero in on Holoearth～（2025年4月13日、開発：PEPOSOFT） - 主人公[99]

### 雑誌
- 『VTuberスタイル』2024年12月号、アプリスタイル、2024年11月28日。ASIN B0DK3KY437。 - 表紙、巻頭特集[100][101]。

### テレビアニメ
- りばあす（2020年8月21日、白上フブキ）[102]
- 探偵はもう、死んでいる。（2021年7月、白上フブキ）[103]

### ウェブアニメ
- ギーツエクストラ ギーツあにめ あなざーぐらんぷり（2023年12月24日、ギーツケミー）

### テレビ番組
※はインターネット配信
- 突撃！すっゲーマー（2019年2月2日、中京テレビ）[104]
- REALITY FESTIVAL3（2019年8月12日 - 18日、REALITY※）[105]
- 週刊MoguLive!（2019年11月12日、REALITY※・YouTube※）ゲスト出演[106]
- NHKバーチャル紅白歌合戦（2020年1月1日、NHK総合）副音声実況トーク[107]
- bilibili春のV祭り 赏樱会（2020年3月22日、bilibili※・ニコニコ生放送※）[108]
- ニコニコ超会議 超東方ステーション（2020年4月12日、ニコニコ生放送※）[109]
- ホロごえっ!（2024年4月 - 、ABEMA※）[110]

### ラジオ番組
※はインターネット配信
- ホロライブpresents Vのすこんなオタ活なんだワ！（2020年5月6日 - 、響 - HiBiKi Radio Station -※）[111]

### 映画
- 仮面ライダー THE WINTER MOVIE ガッチャード&ギーツ 最強ケミー★ガッチャ大作戦（2023年、ギーツケミー[112]）

## タイアップ
- VTuberチップス（2019年）コラボレーション[113]
- グルーヴコースター ワイワイパーティー!!!!（2021年8月26日）案件配信[114]
- 富士急ハイランド（2021年09月18日 - 10月31日）コラボ装飾やアナウンス、コラボフードなどやスタンプラリーイベントなどが行われた[115][116][117]。
- namco（2021年10月22日 - 11月23日）アミューズメント施設「namco」の景品として「デフォルメアクリルスタンド」「アクリルスタンド」「アクリルボード」「ロングタオル」が導入[118]。
- Marvel's Guardians of the Galaxy（2021年10月26日）同ゲームの実況配信が行われた[119]
- ハムリーズ 横浜店・博多店（2022年1月14日 - 2月27日、3月18日 - 4月24日）体験型イベントを実施[120]。
- ローソン（2022年10月25日 -）オリジナルグッズやキャラクターくじの一つであるホロライブくじの販売、期間限定の店内放送（10月19日〜24日、25日〜）などが行われる予定[121]。
- 「ホロライブin富士急ハイランド～SNOW＊WORLD～」（2022年11月19日 - 12月30日） - 富士急ハイランドとのコラボイベント[122]。
- 京都利休園（2022年11月21日 - 12月20日）京都利休園とのコラボ。オリジナルのお茶やグッズが発売された[123]。
- 「ホロライブ神田祭2023」（2023年5月） - 神田祭、アトレ秋葉原とのコラボイベント[124]。
- タカラトミー ゾイドワイルド（2024年4月） - ゾイド40周年記念コラボ。大ZOIDS博限定で白上フブキ専用ガトリングフォックスが発売された[125]
- 2025年1月、TVアニメ『黒岩メダカに私の可愛いが通じない』のオープニング曲「雨トキメキ恋模様」を、百鬼あやめ、大神ミオとのユニット「いろはにほへっと あやふぶみ」として担当した[126][127][128]。
- 明利酒類（2025年3月） - フブキングダム御用達リキュール『酔う抹茶プディング』（受注販売）[129]

## ディスコグラフィ
○主な出典：hololive（ホロライブ）公式サイト

### 白上フブキ
| 発売日         | タイトル                      | 品番     | 出典    | 備考                                          |
| -------------- | ----------------------------- | -------- | ------- | --------------------------------------------- |
| 2020年11月16日 | Say!ファンファーレ!           | CVRD-013 | [ 130 ] | 第2回VTuber楽曲大賞 楽曲部門第3位 MV部門第5位 |
| 2022年6月4日   | KINGWORLD                     | CVRD-163 | [ 132 ] |                                               |
| 2022年10月6日  | KONKON Beats                  | CVRD-221 | [ 133 ] |                                               |
| 2023年3月5日   | Hi Fine FOX!!                 | CVRD-265 | [ 134 ] |                                               |
| 2023年10月6日  | LETTER☆彡                     | CVRD-337 | [ 135 ] |                                               |
| 2024年4月2日   | ブリにゃんモードはピピピのピ♡ | CVRD-408 | [ 136 ] |                                               |
| 2024年10月6日  | SUPERNOVA                     | CVRD-481 | [ 137 ] |                                               |
| 2024年11月5日  | 僕らの星座                    | CVRD-493 | [ 138 ] |                                               |

| 発売日        | タイトル             | 品番     | 出典    |
| ------------- | -------------------- | -------- | ------- |
| 2025年1月15日 | FBKINGDOM “Blessing” | HOLO-014 | [ 139 ] |

### hololive 1st Generation
| 発売日        | タイトル             | 品番     | 出典    |
| ------------- | -------------------- | -------- | ------- |
| 2021年5月15日 | Plasmagic Seasons!   | CVRD-045 | [ 140 ] |
| 2024年6月2日  | Secret Garden        | CVRD-431 | [ 141 ] |
| 2025年6月2日  | 電脳ぴゅあ推し大宣言 | CVRD-576 | [ 142 ] |

### ホロライブゲーマーズ
| 発売日        | タイトル                | 品番     | 出典    |
| ------------- | ----------------------- | -------- | ------- |
| 2024年5月22日 | We are GAMERS!!!!       | CVRD-420 | [ 143 ] |
| 2025年7月3日  | To Be Continued . . . . | CVRD-591 | [ 144 ] |

### いろはにほへっと あやふぶみ
| 発売日        | タイトル               | 品番     | 出典    |
| ------------- | ---------------------- | -------- | ------- |
| 2022年1月1日  | おにけもだんす         | CVRD-110 | [ 145 ] |
| 2022年4月15日 | 鬼灯日和               | CVRD-145 | [ 146 ] |
| 2022年6月6日  | 恋情詩歌               | CVRD-164 | [ 147 ] |
| 2024年1月2日  | おにおにこんこんわおん | CVRD-383 | [ 148 ] |
| 2025年1月7日  | 雨トキメキ恋模様       | -        | [ 149 ] |

| 発売日        | タイトル   | 出典            |
| ------------- | ---------- | --------------- |
| 2023年7月27日 | 可惜夜歌集 | [ 150 ] [ 151 ] |

### hololive IDOL PROJECT
| 発売日         | タイトル                                            | 品番     | 出典    |
| -------------- | --------------------------------------------------- | -------- | ------- |
| 2019年9月16日  | Shiny Smily Story                                   | CVRD-001 | [ 152 ] |
| 2020年2月17日  | 夢見る空へ                                          | CVRD-002 | [ 153 ] |
| 2020年2月24日  | キラメキライダー☆                                   | CVRD-003 | [ 154 ] |
| 2020年12月31日 | 百花繚乱花吹雪                                      | CVRD-018 | [ 155 ] |
| 2021年2月11日  | Dreaming Days                                       | CVRD-028 | [ 156 ] |
| 2022年8月19日  | 飛んでK！ホロライブサマー                           | CVRD-199 | [ 157 ] |
| 2022年8月22日  | ホロメン音頭                                        | CVRD-200 | [ 158 ] |
| 2023年3月9日   | Our Bright Parade                                   | CVRD-267 | [ 159 ] |
| 2023年7月2日   | 青春アーカイブ                                      | CVRD-303 | [ 160 ] |
| 2024年3月15日  | ホロライブ言えるかな？hololive SUPER EXPO 2024 ver. | CVRD-406 | [ 161 ] |

| 発売日        | タイトル | 品番     | 出典    |
| ------------- | -------- | -------- | ------- |
| 2021年4月21日 | Bouquet  | HOLO-001 | [ 162 ] |

### その他の参加作品
| 発売日         | タイトル           | アーティスト                                       | 品番       | 出典    |
| -------------- | ------------------ | -------------------------------------------------- | ---------- | ------- |
| 2019年12月31日 | Shirakami FINE!!   | トマト組feat.白上フブキ                            | TGCD-0030  | [ 163 ] |
| 2021年12月7日  | わくわくエブリデイ | フブミオ（白上フブキ、大神ミオ）                   | CVRD-095   |         |
| 2022年6月27日  | 進め↑BAKATARATION  | バカタレ共（白上フブキ、不知火フレア、角巻わため） | CVRD-174   | [ 164 ] |
| 2024年2月7日   | 水たまり           | Blue Journey                                       | UPCH-89552 | [ 165 ] |
| 2024年3月21日  | ピパポ☆ピピプ      | BABACORN（宝鐘マリン、白上フブキ）                 | CVRD-397   | [ 166 ] |

| 発売日        | タイトル                  | アーティスト                                 | 品番       | 出典    |
| ------------- | ------------------------- | -------------------------------------------- | ---------- | ------- |
| 2019年8月12日 | Shirakami Cafe Music      | トマト組feat.白上フブキ                      | TGCD-0027  | [ 167 ] |
| 2023年7月16日 | ヤマトファンタジア        | 白上フブキ、百鬼あやめ、大神ミオ、さくらみこ | CVRD-306   | [ 168 ] |
| 2023年9月6日  | 夜明けのうた              | Blue Journey                                 | UPCH-20658 | [ 169 ] |
| 2024年2月27日 | ほろはにヶ丘高校 -Covers- | hololive × HoneyWorks                        | HLP-10005  | [ 170 ] |